# Pierzchnianka (Fluss)
Die Pierzchnianka ist ein kleiner rechter Zufluss der Pilica in der Woiwodschaft Masowien in Polen. Sie gehört damit dem Flusssystem der Weichsel an.

## Geografie
Die Pierzchnianka entspringt in der Nähe des Dorfs Grotki (Gmina Radzanów), knapp östlich der Droga krajowa 48, fließt dann zunächst in östlicher und später in nördlicher Richtung, bis sie bei der Kleinstadt Białobrzegi nach einem Lauf über rund 18 km Länge in die Pilica mündet.